# Friedrich von Behr

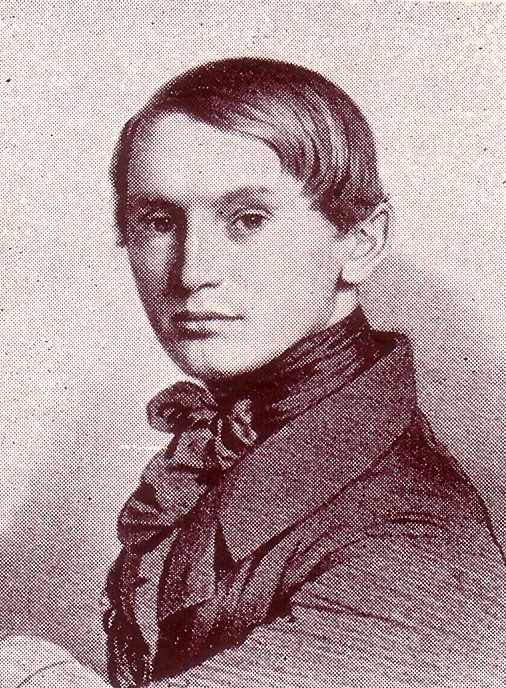
Friedrich von Behr als Bonner Borusse, um 1841

Friedrich Karl Gustav Felix von Behr (* 3. November 1821 in Pinnow, Kreis Greifswald; † 13. Januar 1892 in Schmoldow, Kreis Greifswald) war preußischer Gutsbesitzer, Politiker und Präsident des Deutschen Fischerei-Vereins.

Friedrich von Behr und seine Ehefrau Marie, geborene Homeyer, um 1880

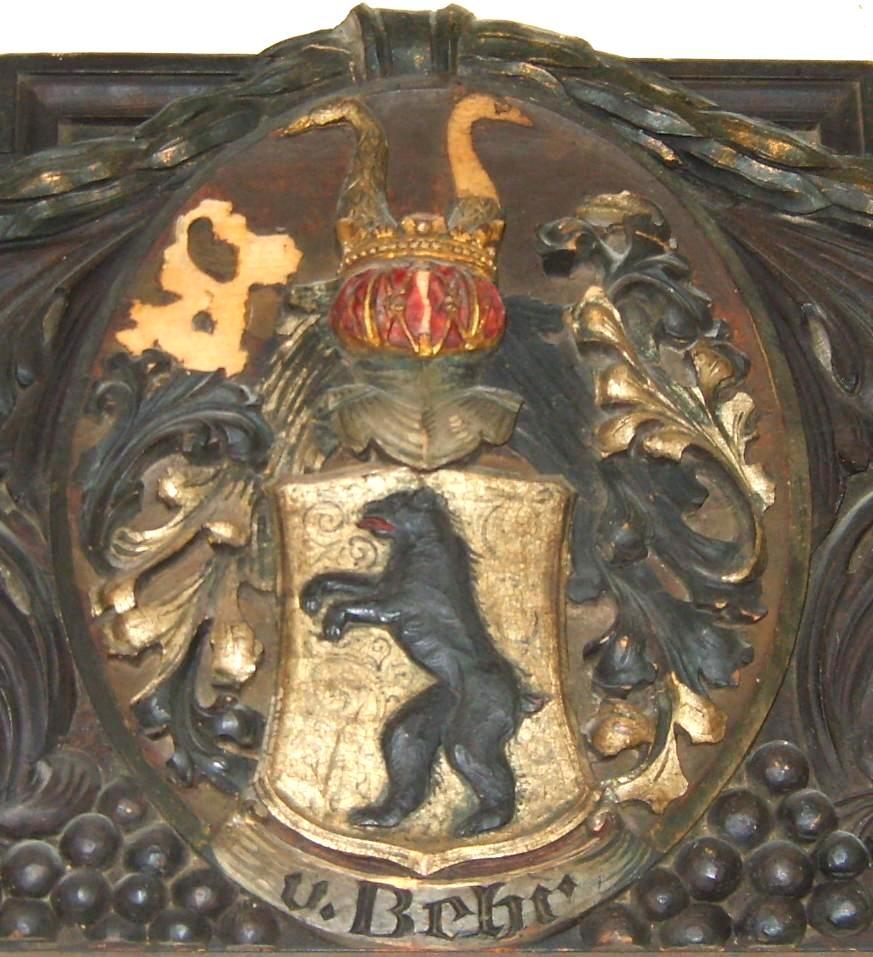
Wappen derer von Behr Vargatz/Schmoldow im Kreishaus Greifswald

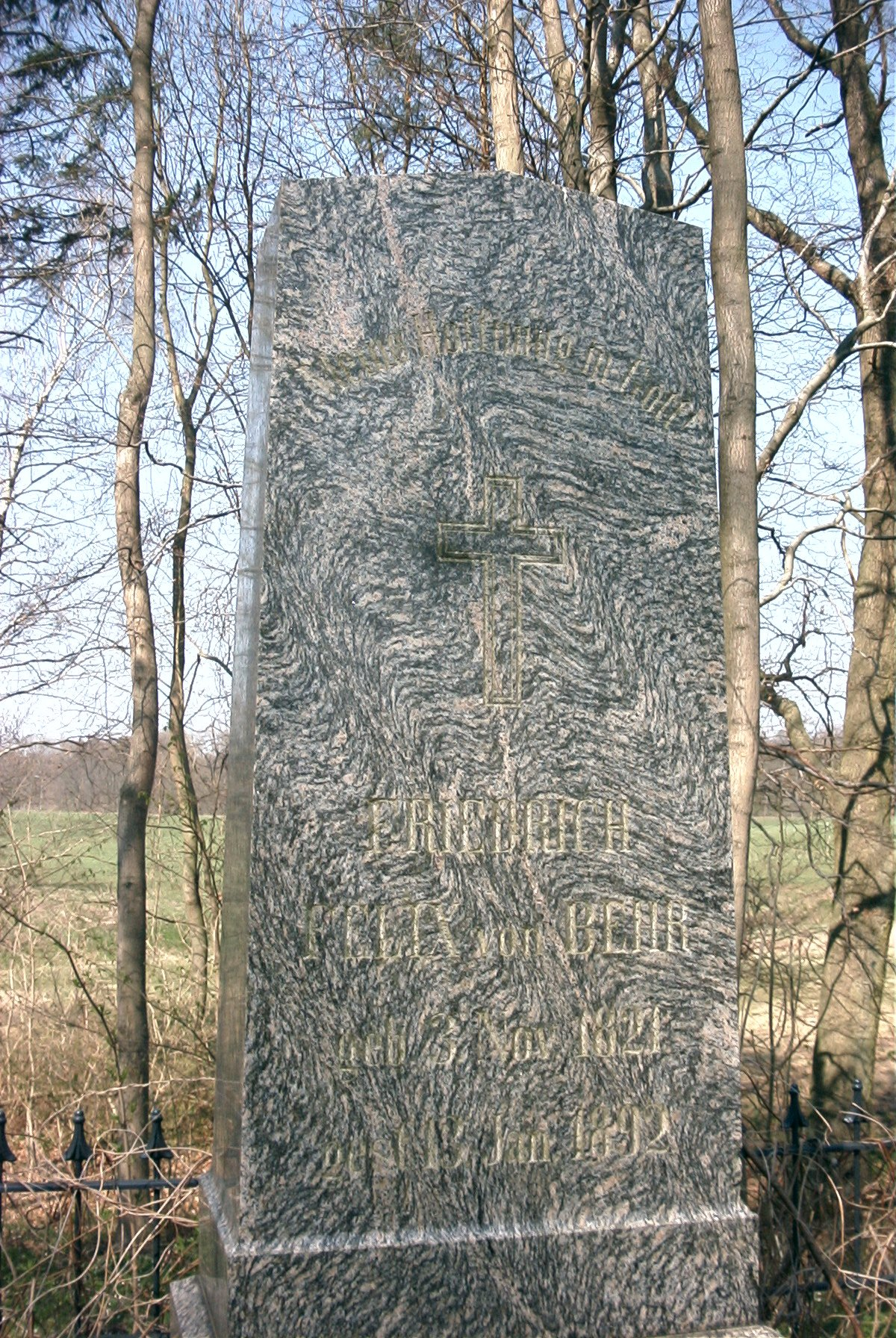
Grabstein von Friedrich Felix von Behr auf dem Friedhof von Vargatz

## Leben

### Herkunft
Er entstammte dem alten Adelsgeschlecht von Behr und war der Sohn des Gutsbesitzers Hans Ludwig von Behr (1789–1837), Herr auf den Gütern Schmoldow, Vargatz, Pinnow und Johannishof (alle Landkreis Greifswald), und dessen Ehefrau Juliane, geborene Homeyer (1797–1847). Seine Schwester war Julie verh. von Massow.

### Gutsherr und Modernisierer der Landwirtschaft
Friedrich von Behr studierte in Bonn und war dort Mitglied des Corps Borussia. Er wurde dann Gutsbesitzer auf Schmoldow und Vargatz und königlich preußischer Kammerherr. 1857 trat Behr der Pommerschen Provinzial-Genossenschaft des Johanniterordens als Ehrenritter bei.
Behr hatte England und die Vereinigten Staaten bereist, um sich mit den neusten Entwicklungen in der Landwirtschaft vertraut zu machen. Unter dem Eindruck dieser Reisen führte er auf seinem Besitz die ersten Drainagen in der deutschen Landwirtschaft ein. Weithin beachtet wurde die von ihm importierte Merinoschafzucht.
Friedrich von Behr war seit 1872 Vorsitzender des Baltischen Zentralvereins für Bienenzucht, welcher Imkervereine des heutigen Vorpommerns vereinigte. Von 1876 bis 1878 gehörten Imkervereine aus Mecklenburg dazu.
Ebenso erarbeitete er sich den Ruf eines Experten für die Fischzucht. Als Nachfolger von Georg Herbert Fürst Münster von Derneburg stand Behr von 1873 bis 1892 als Präsident dem Deutschen Fischerei-Verein vor. Unter seiner Präsidentschaft konnte 1880 in Berlin die erste internationale Fischereiausstellung veranstaltet werden. Mit seiner Unterstützung wurden die Fanggebiete der Fischereibetriebe am Bodensee neu festgelegt werden. Zum Dank errichteten ihm die Bodenseefischer ein Denkmal auf der Insel Reichenau.
Im Mai 1867 erhielt Friedrich von Behr auf der  Pariser Weltausstellung den ersten Preis für das Modell des Arbeiterwohnhauses in Schmoldow. Von den insgesamt drei Häusern ist heute noch eines im Original erhalten.
1867 bezog Behr das von ihm in Schmoldow errichtete großzügige neue Herrenhaus, das er im Stil der Neorenaissance hatte errichten lassen und wo er Besuch aus dem In- und Ausland empfing, darunter auch Vertreter des diplomatischen Korps aus Berlin.
1877 erhielten die Behrenhoffer und 1878 die Bandeliner von Behr den preußischen Grafentitel. Der alte Friedrich von Behr lehnte die Standeserhöhung, die für das ganze Geschlecht galt, jedoch ab. Deshalb finden sich die verschiedenen Behrschen Wappenvarianten im Kreishaus des Landkreises Greifswald, wo die Wappenfriese der Kreistagsmitglieder (24 Gutsherren und drei Städte) angebracht waren.

### Politik
Von 1867 bis 1873 war Behr Mitglied des Preußischen Abgeordnetenhauses für den Wahlkreis Stralsund 2. Zunächst war er dort als Abgeordneter der Konservativen Partei, wechselte aber später zur Reichs- und Freikonservativen Partei (RFKP). Von 1877 bis zu seinem Tod (1892) war Behr auf Präsentation des alten und des befestigten Grundbesitzes im Landschaftsbezirk Neuvorpommern und Rügen Mitglied des Preußischen Herrenhauses.
Von 1871 bis 1884 war er als Abgeordneter der Deutschen Reichspartei Mitglied des Deutschen Reichstags. Für die erste Wahlperiode wurde er im Wahlkreis Regierungsbezirk Stralsund 2 (Grimmen-Greifswald) und danach im Wahlkreis Stralsund 1 (Rügen - Stralsund Stadt) gewählt.

### Ehe und Nachkommen
Am 4. August 1848 heiratete Friedrich von Behr in Wolgast seine Cousine Marie Homeyer (* 28. August 1828 in Wolgast; † 17. August 1920 auf Gut Schmoldow), die Tochter des Großkaufmanns und Geheimen Kommerzienrats Wilhelm Homeyer und dessen Ehefrau Wilhelmine, geborene von Schubert.
Das Ehepaar hatte zwei Töchter, unter denen nach dem Tod aller drei Söhne der Besitz geteilt wurde:
- Julie Karoline Wilhelmine Marie von Behr (1849–1918) wurde Erbin von Vargatz, das von Schmoldow abgetrennt wurde:  Seit 2. April 1872 war sie mit dem preußischen Offizier Oscar von Nolte (1835–1913) verheiratet.  Aus der Ehe ging der Sohn Johannes Ludwig Friedrich Felix von Nolte (1877–1959) hervor. Durch die Hochzeit wurde von Nolte Gutsherr auf Vargatz,
- Anna Julie Mathilde Helene Carola Charlotta (1865–1896) erbte das verkleinerte Schmoldow. Am 22. September 1885 heiratete sie den Premierleutnant im 2. Brandenburgischen Dragoner Regiment Nr. 12 in Gnesen und nachmaligen General der Kavallerie Friedrich von Rauch (1855–1935).[6]  Schmoldow erbte ihre Tochter Elisabeth von Rauch (1893–1973), die seit 1916 mit dem späteren Major a. D. Kurt von Storch (1890–1965) verheiratet war.

### Friedhof in Vargatz
Nach seinem Tod am 13. Januar 1892 wurde Behr auf dem Vargatzer Friedhof neben seinen Eltern bestattet. Auch seine Ehefrau Marie, die Töchter Anna und Julie und Schwiegersohn Oscar von Nolte haben dort ihre letzte Ruhestätte gefunden. Alle Gräber werden erhalten.